# Nicola Fratoianni
Nicola Fratoianni (né le 4 octobre 1972 à Pise) est un homme politique italien, secrétaire de la Gauche italienne depuis le 2 février 2021. Il l'est également du 19 février 2017, au 1er juin 2019.

## Biographie
Il adhère au début des années 2000 au Parti de la refondation communiste. De 2002 à 2004, il est coordinateur national des Jeunes Communistes, l'organisation de jeunesse du PRC. Une fois son mandat terminé pour des raisons d'âge, en 2004, il s'installe à Bari, envoyé par son parti pour assumer le rôle de secrétaire régional de PRC en Pouilles.Il le laisse en 2009 pour adhérer au Movimento per la Sinistra, puis à Gauche, écologie et liberté dont il fait partie de la coordination nationale. Proche de Nichi Vendola, il est élu député dans les Pouilles en 2013, en étant second sur la liste de dernier.